# Джаи Кортни
Джаи Стивън Кортни (на английски: Jai Stephen Courtney) е австралийски актьор. Известни филми с негово участие са „Джак Ричър“, „Умирай трудно: Денят настъпи“, „Аз, Франкенщайн“, „Дивергенти“ и сериалите „Всичките светии“ и „Спартак: Кръв и пясък“.

## Биография
Джаи Кортни е роден на 15 март 1986 г. в Сидни, Австралия. Баща му Крис Кортни е служител в щатската електрическа компания, майка му Карън е учителка, има и по-възрастна сестра. Той е кръстен на герой от сериала от 1966 г. – „Тарзан“. Кортни учи първо в местното училище „Galston Public School“, а след това в „Cherrybrook Technology High School“. Когато е на осемнадесет години, кандидатства безуспешно в елитната „Национална академия по драматични изкуства“. По-късно е приет в „Западно–австралийската академия за сценични изкуства“, в която се изучават както класически сценични изкуства, така и пеене. Дипломира се през 2007 г.
От 2006 до 2014 г. има любовна връзка с австралийската актриса от тайландски произход Джема Пранита (Gemma Pranita). От 2012 г. живее в Лос Анджелис, Калифорния.

## Кариера
Първата роля на Кортни е през 2005 г. в късометражния австралийски филм „Boys Grammar“. От 2008 до 2009 г. играе в няколко австралийски продукции, между които и сериала „Всичките светии“.
Пробивът му е през 2010 г. с ролята му на гладиатора Варон в сериала „Спартак: Кръв и пясък“. През 2012 г. си партнира с Том Круз във филма „Джак Ричър“. Кортни е избран за ролята след като Том Круз, който е и продуцент на филма е впечатлен от аудиозапис на младия актьор. През 2013 г. Кортни си партнира с Мери Елизабет Уинстед и Брус Уилис в „Умирай трудно: Денят настъпи“. Действието на филма се развива в Русия, а заради ролята си Корни ходи на уроци по руски език.
През 2014 г. играе във филмите „Аз, Франкенщайн“ и „Дивергенти“. През 2015 г. участва в „Дивергенти 2: Бунтовници“ и в ролята на Кайл Рийс в „Терминатор: Генисис“. През 2016 г. играе ролята на Капитан Бумеранг във филма от разширената вселена на Ди Си – „Отряд самоубийци“.

## Избрана филмография
- „Всичките светии“ (сериал, 2008)
- „Спартак: Кръв и пясък“ (сериал, 2010)
- „Джак Ричър“ (2012)
- „Умирай трудно: Денят настъпи“ (2013)
- „Аз, Франкенщайн“ (2014)
- „Дивергенти“ (2014)
- „Несломен“ (2014)
- „Търсачът“ (2014)
- „Дивергенти 2: Бунтовници“ (2015)
- „Терминатор: Генисис“ (2015)
- „Отряд самоубийци“ (2016)